# Вириат
Вириат (на латински: Viriathus, на португалски: Viriato; * 180 пр.н.е.; † 138 пр.н.е.) e вожд на келтиберското племе лузитани.

## Биография
През 151 пр.н.е. той се бие като вожд на лузитаните против римляните. През 150 пр.н.е. преторът в Испания Сервий Сулпиций Галба го измамва и избива 30 000 от лузитаните.
Между 147 пр.н.е. и 139 пр.н.е. той води битки против Рим. До 146 пр.н.е. контролира голяма част от провинция Далечна Испания (Hispania ulterior). През 140 пр.н.е. побеждава проконсул Квинт Фабий Максим Емилиан и римляните признават Вириат като независим владетел. Дават му дори титлата „приятел на римския народ“.
През 139 пр.н.е. новият римски военачалник Квинт Сервилий Цепион нарушава сключения мир и дава парична награда за главата на Вириат. Убит е през 139 пр.н.е. от собствените му вестоносци, които е изпратил при Цепион. След това Цепион не плаща, a напада град Сагунт и побеждава лузитаните. След това взема оръжието на останалите още лузитани и ги преселва в друга по-плодородна територия.